# Parafia św. Rocha w Czułczycach
Parafia św. Rocha w Czułczycach – parafia rzymskokatolicka, znajdująca się w archidiecezji lubelskiej, w dekanacie Chełm – Zachód.

## Zasięg parafii
Do parafii należą wierni z następujących miejscowości: Czułczyce-Kolonia, Czułczyce Małe,  Czułczyce, Horodyszcze, Hredków, Jagodne, Przysiółek, Sajczyce, Wólka Czułczycka i Zarzecze.